# The SlimP
The SlimP ist eine 2003 in Köln gegründete Wave/Alternative-Band.

## Geschichte
Seit der Gründung von The SlimP 2003 in Köln ist die Besetzung der Band unverändert. Schon 2004 veröffentlichten Elisa Day, Bernd, Mart und Silke in Eigenregie ihr erstes Studioalbum Masquerade. 2005 wurde erstmals mit der Besetzung experimentiert: Ein befreundeter Gitarrist unterstützte die Band live und im Studio. Das Resultat dieser Zusammenarbeit findet sich auf dem Album Some Seconds Later. Der Titel der CD ist angelehnt an das frühe The-Cure-Werk Seventeen Seconds. Zur Feier des 5-jährigen Bestehens veröffentlichte The SlimP 2008 die beiden ersten Alben in remasterter Qualität als digitales Album Recall 2003-2005 über das Internetlabel afmusic. Eine Mini-Tour nach Großbritannien rundete das erfolgreiche Jahr 2008 ab. Für die Veröffentlichung des 11 Songs umfassenden dritten Studioalbums Wavelands im Jahr 2009 konnte neben afmusic das Label Danse Macabre gewonnen werden. Die Songs auf Wavelands wirken deutlich kompakter und erwachsener als auf den Vorgängeralben. Im Anschluss trat die Band durch Familienzuwachs live etwas kürzer und bereitete Material für das nächste Album vor, das für 2011 geplant gewesen sei, jedoch nicht erschien. In den 2020er Jahren spielte die Band mehrere kleinere Konzerte. Im April 2025 wurde die Kooperation mit Aenaos Records unterzeichnet und bereits im Juni 2025 wurde mit Nothing to forget die erste Single veröffentlicht.

## Stil
Wichtigstes Merkmal des The SlimP-Sounds ist der Einsatz von zwei Bässen. Hierdurch wird eine besondere Tiefe und Düsternis erreicht. Weibliche und männliche Vocals setzen hierzu Kontraste. Angelehnt an Vorbilder der 1980er-Jahre transportiert The SlimP den Gitarren-Wave ins neue Jahrtausend. Der Name The SlimP (gesprochen „The Slimp“) ist die Abkürzung von „Shimmery Liquid in Marvelous Plasticbottles“. Die Band ist seit ihrer Gründung auf der Suche nach dem tieferen Sinn dieser Eingebung.

## Diskografie
- 2004: Masquerade
- 2005: Some Seconds Later
- 2008: Recall 2003-2005 (Af-Music)
- 2009: Wavelands (Danse Macabre)
- 2025: Nothing to Forget (Single, Aenaos Records)